# Ruth Felix
Ruth Felix (* 17. Oktober 1971 in Erlen) ist eine Schweizer Sängerin, die Volksmusik, Volkstümliche Musik und Schlager interpretiert.

## Werdegang
Ruth Felix wurde als Älteste von fünf Kindern geboren. Ihre Eltern führten einen Bauernhof in Erlen TG. Nach einem bäuerlichen Haushaltslehrjahr absolvierte sie von 1990 bis 1992 eine Ausbildung als Krankenpflegerin und von 1995 bis 1997 zur Pflegefachfrau.
Mit 15 Jahren trat sie in den Jodlerklub Romanshorn ein, den sie von 1997 bis 2000 präsidierte. Seit 2010 organisiert sie Events traditioneller Schweizer Folklore.
2009 gründete Felix ein Jodelduo mit Katrin Breitenmoser. Im Quartett «bündig» spielte sie ab 2016 mit Thomi Erb (Akkordeon), Manfred Rechberger (Tuba) und Mark Fink (Gitarre). Außerdem trat sie seit 2018 mit dem Ensemble «Fröhlich z‘muät» auf, etwa zum Bundesfeiertag 2021. 2014 entstand die Formation «stimmglich» mit Marianne Leuenberger (Violoncello) und Roland Keller (Hackbrett), in der sie auch als Klarinettistin hervortrat. In diesem Trio präsentierte sie auch Volksmusik. Als Wunschkonzertmoderatorin tritt sie bei TV Alpenwelle auf.
Seit 2016 tritt sie mit Klarinette und Gesang als Musik-Duo mit Thomi Erb am Akkordeon auf.

## Gesangliche Bewertungen Jodlerfeste

### Duett
- 1998 nordostschweizerisches Jodlerfest Chur Bewertung: Höchstklasse 1[3][7]

### Solo
- 2007 Nordostschweizerisches Jodlerfest St. Moritz, Bewertung: Höchstklasse 1[3]
- 2008 Eidgenössisches Jodlerfest Luzern, Bewertung: Höchstklasse 1[3]
- 2010 Nordostschweizerisches Jodlerfest Schaffhausen, Bewertung: Höchstklasse 1[3]
- 2011 Eidgenössisches Jodlerfest Interlaken, Bewertung: Höchstklasse 1[3]
- 2013 Nordostschweizerisches Jodlerfest Wattwil, Bewertung: Höchstklasse 1[3]
- 2014 Eidgenössisches Jodlerfest Davos, Bewertung: Höchstklasse 1[3]

## Diskografie
- 2009 «äs hämpfeli heimat» (CH-Records)
- 2013 Katrin Breitenmoser, Ruth Felix «Liecht & Schatte» (CH-Records)
- 2014 «Freundschaft» (Grüezi Music)
- 2019 «De Tanz vom Glück» (Grüezi Music)SUISA, 8038 Zürich: Startseite – SUISA. In: www.suisa.ch. Abgerufen am 2. Mai 2022.
- 2020 Eigenkompositionen; «Für immer», «vielliecht» und «Tränemeer» (Jodellieder), Single-Veröffentlichung online[8]
- 2021 Eigenkomposition; «En Moment» (Mundartschlager), Single-Veröffentlichung online[8]
- 2023 Eigenkomposition; «Brüederherz» (Mundartschlager), Single-Veröffentlichung online[8]